# The Greenbrier
The Greenbrier, en inglés, o El Greenbrier es un hotel de cuatro estrellas, galardonado con el premio AAA Five Diamond Award, situado en la ciudad de White Sulphur Springs en el condado de Greenbrier, Virginia Occidental. El Hotel era propiedad de los Ferrocarriles de Chesapeake y Ohio. Ahora es una subsidiaria propiedad de CSX Corporation. Cada presidente de los Estados Unidos, desde Dwight Eisenhower, ha ocupado la suite presidencial, aunque no necesariamente en el tiempo en que estuvo en el cargo.
El Greenbrier es también el sitio de un enorme búnker subterráneo que fue creado para servir como un refugio de emergencia para el Congreso de los Estados Unidos durante la Guerra Fría.

## Historia
Una vertiente de agua de manantial con azufre se encuentra en centro de la propiedad. Eso explica el color verdoso de la cúpula blanca columnas Springhouse que ha sido el símbolo The Greenbrier durante generaciones. En 1778, una señora de apellido Anderson prueba las aguas del manantial con el fin de mejorar su reumatismo, a partir de ella se sigue la tradición local de nativos americanos de "tomar las aguas" para restaurar su reumatismo crónico, después de 125 años la región fue conocida con el nombre de White Sulphur Springs.

## Refugio nuclear
La construcción comenzó en 1958 con 10.455 m², a 219 m por debajo de la ladera del Greenbrier, en el ala oeste de Virginia.
Una vez terminado su construcción en 1961, la instalación se mantuvo en secreto, y en un constante estado de preparación por un pequeño grupo de empleados que trabajan bajo el gobierno como Forsythe Associates, una empresa contratada por la estación de audio/visual de los servicios de apoyo.
Durante la presidencia de Eisenhower, el búnker siempre contó con:
- Cuatro entradas, de tres desde Greenbrier, una con el edificio principal.
- Una enorme puerta de 30 toneladas que se abre con sólo 50 libras de presión, diseñada para que un hombre la pueda cerrar.
- Una cámara de descontaminación.
- 18 dormitorios, diseñados para dar cabida a más de 1100 personas.
- Planta de energía con equipo de depuración de 25.000 y tres tanques de agua.
- Tres tanques de 14.000 galones de combustible diésel.
- Comunicaciones zona, incluida la zona de producción de televisión y cabinas de grabación de audio.
- Clínica con 12 camas de hospital, médico y odontológico quirófanos.
- Laboratorio.
- Farmacia.
- Unidad de cuidados intensivos.
- Cafetería.
- Salas de reuniones de la Cámara de Representantes y el Senado, Sala de Gobernadores y la sala Mountaineer.

Durante 30 años fue una instalación activa de comunicaciones, los otros equipos se actualizaban constantemente, el búnker ha tenido un completo mantenimiento y estado de funcionamiento. La ubicación de la instalación era estratégica para su funcionamiento, era un secreto durante más de tres décadas. El 31 de mayo de 1992, The Washington Post publicó un artículo, "El último recurso" , que expone las instalaciones. En 1995, el gobierno de los EE. UU. puso fin al acuerdo de arrendamiento con The Greenbrier, y más tarde ese año, la estación comenzó a ofrecer tours histórico de la instalación.